# Kuřim
Kuřim (in tedesco Gurein) è una città della Repubblica Ceca facente parte del distretto di Brno-venkov, in Moravia Meridionale.